# Federale Overheidsdienst Mobiliteit en Vervoer
De Federale Overheidsdienst Mobiliteit en Vervoer (in het Frans: Service public fédéral Mobilité et Transports) is een Belgische federale overheidsdienst met als missie de voorbereiding, uitvoering en ondersteuning van een overlegd federaal mobiliteits- en vervoerbeleid in dienst van de bevolking, de ondernemingen en de economie van het land. De FOD Mobiliteit en Vervoer is de nieuwe structuur en naam voor het vroegere Ministerie van Verkeer en Infrastructuur.
Het hoofdgebouw van de FOD Mobiliteit en Vervoer bevindt zich in het City Atrium in de Brusselse Noordwijk.

## Geschiedenis
Het ministerie van Verkeer en Infrastructuur werd opgericht op 16 juni 1884 als achtste Belgische ministerie. Het ging door het leven onder verschillende benamingen, met name ministerie van Spoorwegen, Post en Telegraaf, ministerie van Vervoer en PTT en ministerie van Verkeerswezen. De naamswijziging van ministerie naar FOD vond plaats in 2001 in het kader van het Copernicusplan.
Van 1958 tot en met 2001 baatte het ministerie een ontspanningscentrum uit voor ambtenaren in Sint-Genesius-Rode. In het Ontspanningscentrum Marcel Malderez konden ambtenaren zich ontspannen met allerlei sporten aan een voordeeltarief. Het ontspanningscentrum sloot de deuren in 2001 omwille van besparingen.

## Organisatie
- Directiecomité
- Directoraten-generaal (DG's)
  - Directoraat-generaal Luchtvaart (DG Luchtvaart; DGLV)
  - Directoraat-generaal Scheepvaart (DG Scheepvaart)
    - o.a. Federale instantie voor Onderzoek van Scheepvaartongevallen (FOSO)

  - Directoraat-generaal Duurzame Mobiliteit en Spoorbeleid (DGDMS)
    - Spoorvervoer
      - Raadgevend Comité van de Treinreizigers (RGCT)
      - Ombudsdienst voor de treinreizigers (Ombudsrail)
      - Onderzoeksorgaan voor Ongevallen en Incidenten op het Spoor (OOIS)
      - Dienst Regulering van het Spoorwegvervoer en van de Exploitatie van de luchthaven Brussel-Nationaal
      - Dienst Veiligheid en Interoperabiliteit van de Spoorwegen (DVIS)

    - Mobiliteit en multimodaliteit

  - Directoraat-generaal Wegvervoer en Verkeersveiligheid (DGWVV)
    - o.a. Dienst voor Inschrijvingen van Voertuigen (DIV)
- Stafdiensten (SD's)
  - Stafdienst Personeel en Organisatie (SD P&O)
  - Stafdienst Budget, Beheerscontrole en Logistiek (SD BB&L)
  - Stafdienst Informatie- en Communicatietechnologie (SD ICT)
- Diensten van het Voorzitterschap
- Directie Vervoersinfrastructuur (Beliris)